# Форро (Угорщина)
Форро́ (угор. Forró. Forró, словац. Forov. Forov) — село в Енчеському яраші, у медьє Боршод-Абауй-Земплен, Північна Угорщина. Чисельність населення села на 1 січня 2015 року склала 2489 осіб.

## Історія
У письмових джерелах поселення вперше було згадане у 1246 році, коли на його території був королівський маєток.
Протягом багатьох віків було одним з важливих місць комерційної діяльності і воєнних дій на шляху між Будою і Кошицями. З 1319 року тут працювала митниця.
З раннього середньовіччя одним з основних видів господарської діяльності жителів села було виноробство. Високоякісні вина із цього села відомі у всій Європі.
У 1790 році у селі було відкрите поштове відділення. Поштовий зв'язок проходив шляхом Буда — Мишкольц — Кошиці.
Іменитим гостем сільського погосту 1815 року був російський імператор Олександр I, який прямував на Віденский конгрес. В теперішній час у цьому будинку розміщений Музей Абови.
У 1889 рокові на території села було виявлено великий скарб бронзового віку. Скарб тепер входить у колекцію Британського музею у Лондоні.

## Опис
Село знаходиться біля шосе E71 за 3 кілометри від міста Енч, за 37 кілометрів на північний схід від Мишкольца.
Площа села становить 19,03 км². Число дворів — 811.
69 % населення села — угорці, 31 % — роми.
У селі є дитячий садок, Будинок культури, музей, пошта та готель з рестораном.

## Визначні пам'ятки
- Католицький готичний храм Діви Марії XIV ст, перебудований у стилі бароко 1729 року.

## Галерея

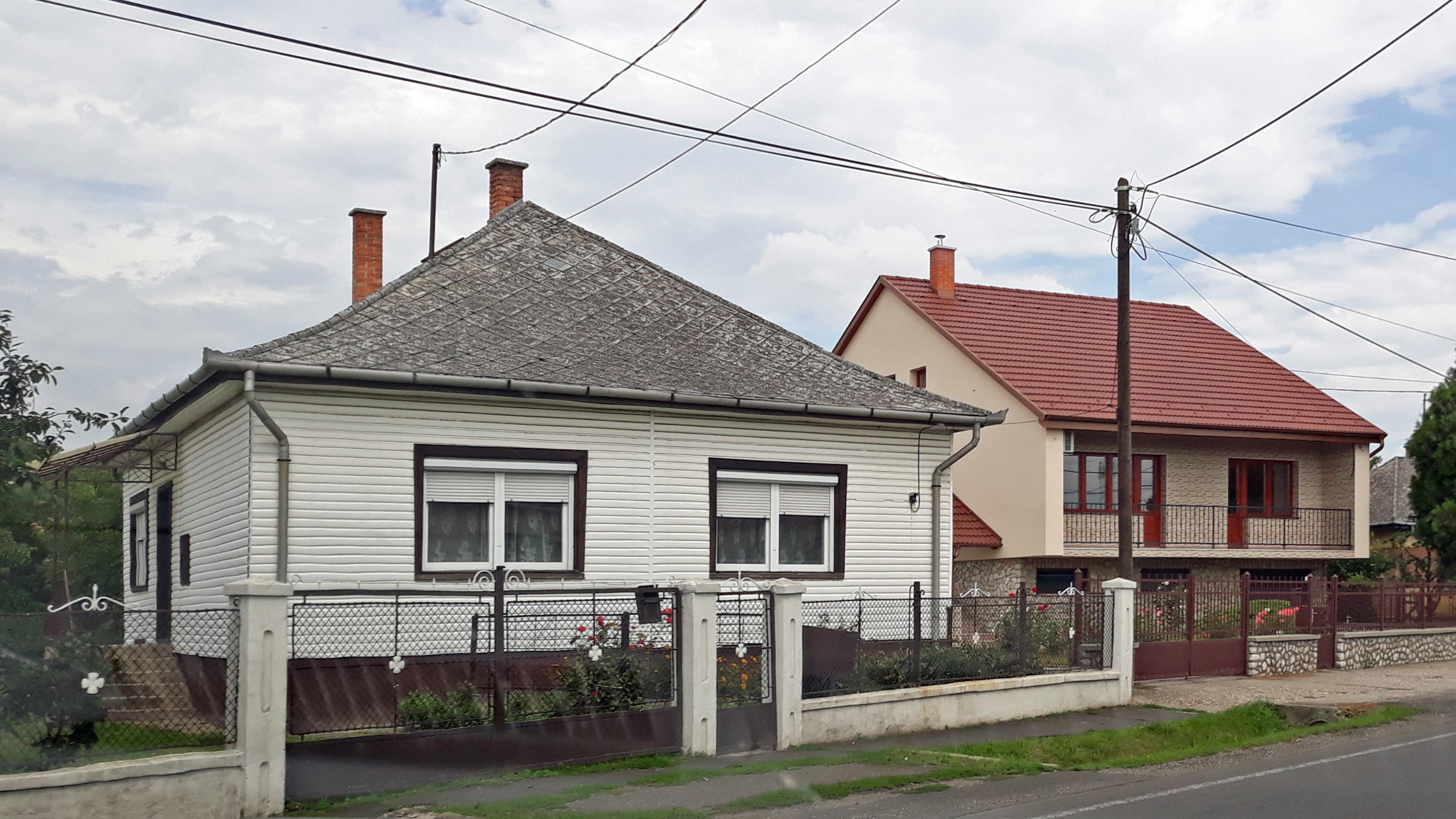
Село Форро
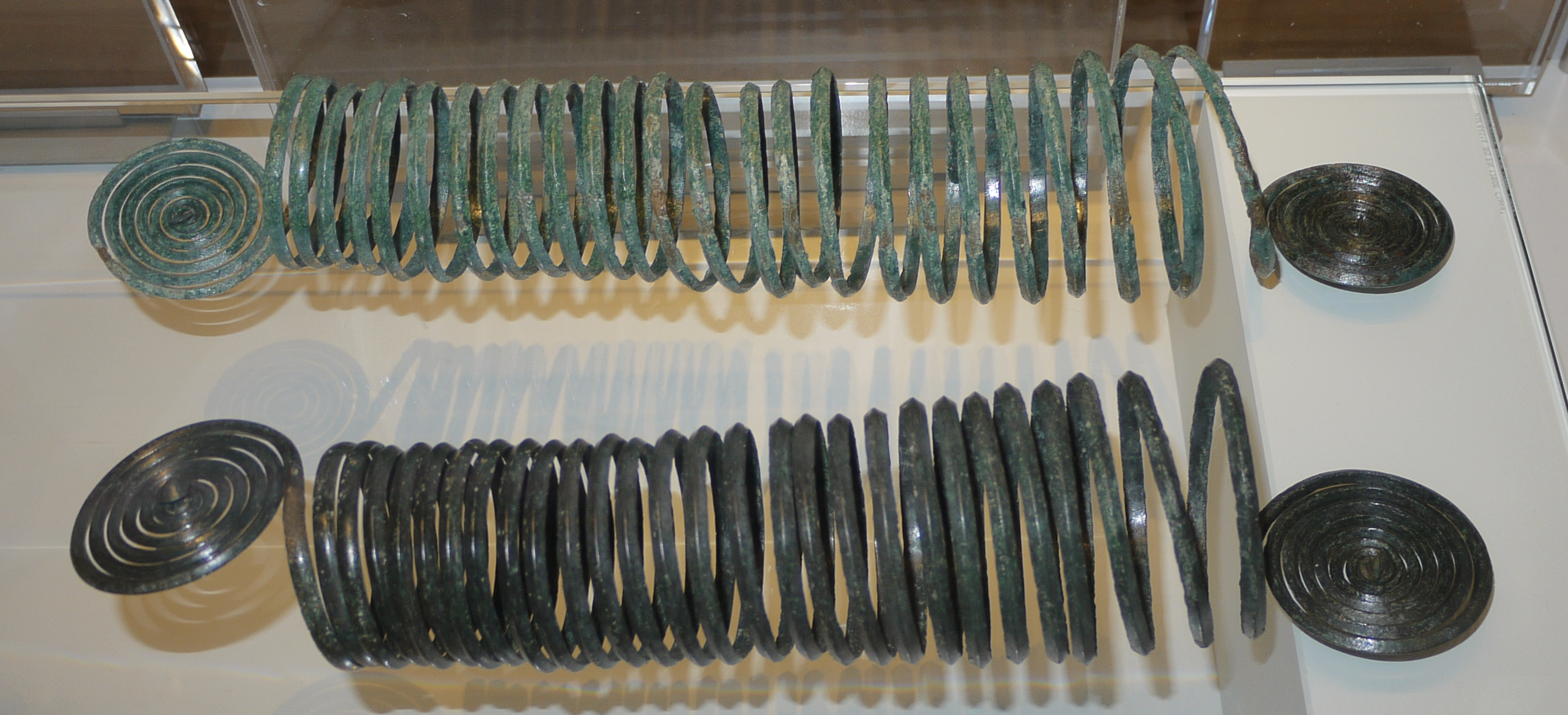
Великі бронзові браслети із колекції Форро на виставці у Британському музею